# Lammert Allard te Winkel
Lammert Allard te Winkel (13. september 1809 i Arnhem – 24. april 1868 i Leyden) var en nederlandsk filolog.
te Winkel blev 1851 professor ved Universitetet i Leyden og lærer for prinsen af Oranien, men opgav sin stilling ved universitetet for udelukkende at medvirke ved udgivelsen af de Vries store ordbog.
Desuden har han skrevet en række specielle arbejder angående nederlandsk sprog og grammatik og har bidraget til at bringe system i den nederlandske retskrivning.